# Żółty Potok
Żółty Potok – potok, prawy dopływ Suchej Wody.
Płynie w polskich Tatrach Wysokich. Ma źródła na wysokości 1750–1775 m w rumoszu skalnym w Żółtym Żlebie (zwanym też Pańszczyckim Żlebem) na północnych stokach Żółtej Turni. Początkowo płynie z bardzo dużym spadkiem. Aż do wysokości około 1440 m jego koryto ma głębokość 2–3 m, jest skaliste, wyżłobione w kwarcytowych piaskowcach i wapieniach. Są na nim progi i wodospady. Na wysokości 1375 m uchodzi do Suchej Wody jako jej prawy dopływ. Przed ujściem jego spadek ulega znacznemu zmniejszeniu, wskutek czego z niesionych kamieni i gruzu usypuje przed ujściem stożek napływowy, w którym zazwyczaj woda ginie. Do koryta Suchej Wody potok dopływa tylko po większych opadach.
Koryto tego potoku przecina żółty szlak turystyczny z Doliny Gąsienicowej na Krzyżne oraz zielony z Doliny Gąsienicowej przez Gęsią Szyję na Wierchporoniec.